# Joseph Elzéar Dominique Bernardi
Pour les articles homonymes, voir Bernardi.
Joseph Elzéar Dominique de Bernardi, né à Monieux (Vaucluse) le 16 mars 1751 et mort le 25 octobre 1824, est un officier militaire, jurisconsulte et homme politique français, membre de l'Académie des inscriptions et belles-lettres.

## Biographie
Issu d'une famille de magistrats, il fait ses études à Aix-en-Provence et s'inscrit à la Faculté de droit, où il se consacre surtout à l'épistémologie des lois. 
Lieutenant-général de cavalerie, il est arrêté en 1793 pour ses opinions monarchistes. Il retrouve la liberté lors des insurrections fédéralistes et se hâte d'émigrer pour ne revenir en France qu'après le 9 thermidor. Il devient alors représentant de Vaucluse au conseil des Cinq-Cents, où il prend la défense de ceux qui avaient livré Toulon aux Anglais. Sous l'Empire, il est nommé chef de division au ministère de la Justice et il est élu membre de l'Académie des inscriptions et belles-lettres en 1816.
Joseph Bernardi est l'auteur de nombreux ouvrages sur le droit, l'histoire du droit et la jurisprudence. Il a publié également une traduction la République de Cicéron ainsi que des essais historiques sur Jacques Cujas, l'abbé Suger et Michel de L'Hospital. Il est l'auteur d'un Éloge de l'historien Jean-Pierre Papon, paru dans le Journal des Débats en janvier 1803.
Son fils Amédée de Bernardi, deviendra député de Vaucluse, par deux fois, en 1834 et 1846.
Il est parent du conseiller parlementaire Édouard-Joseph Bernardi de Valernes, également né à Monieux en 1762.

## Principales publications
- Éloge de Jacques Cujas, conseiller au Parlement de Grenoble, docteur-régent en droit civil à l'Université de Bourges, avec des notes historiques et critiques sur la vie de ce jurisconsulte et sur le droit romain (1775)
- Essai sur les révolutions du droit françois, pour servir d'introduction à l'étude du droit (1782)
- Principes des lois criminelles suivis d'observations impartiales sur le droit romain (1788)
- Institution au droit françois civil et criminel, ou Tableau raisonné de l'état actuel de la jurisprudence françoise (1798)
- De la République, ou du Meilleur gouvernement, ouvrage de Cicéron, rétabli d'après les fragmens et ses autres écrits, et traduit en français, avec des notes historiques et critiques, et une dissertation sur l'origine et les progrès des sciences, des arts et du luxe chez les Romains (1798)
- De l'Influence de la philosophie sur les forfaits de la Revolution (1800)
- Nouvelle Théorie des lois civiles (1801)
- Cours de droit civil français (4 volumes, 1803-1804)
- Commentaire sur la loi du 13 floréal an XI relative aux donations et aux testamens (1804)
- Commentaire sur la loi du 20 pluviôse an XII, promulgué le 30 du même mois, relative au contrat de mariage et aux droits respectifs des époux (1804)
- Traité des obligations selon les règles tant du for de la conscience que du for extérieur (2 volumes, 1805)
- Essai historique sur l'abbé Suger, régent du royaume sous le règne de Louis-le-Jeune (1807)
- Essai sur la vie, les écrits et les lois de Michel de L'Hôpital, chancelier de France (1807)
- Observations sur l'ancienne Constitution française et sur les lois et les codes du gouvernement révolutionnaire, par un ancien jurisconsulte (1814)
- De l'Origine et des progrès de la législation française, ou Histoire du droit public et privé de la France, depuis la fondation de la monarchie jusques et compris la Révolution (1816)
- Observations sur les quatre Concordats de M. de Pradt (1819)

## Source
- Pierre Larousse, Grand Dictionnaire universel du XIXe siècle, vol. II, 1867.
- « Joseph Elzéar Dominique Bernardi », dans Adolphe Robert et Gaston Cougny, Dictionnaire des parlementaires français, Edgar Bourloton, 1889-1891 [détail de l’édition]